# Arrondissement Mirande
Das Arrondissement Mirande ist eine Verwaltungseinheit des französischen Départements Gers innerhalb der Region Okzitanien. Verwaltungssitz (Unterpräfektur) ist Mirande.
Im Arrondissement liegen sechs Wahlkreise (Kantone) und 165 Gemeinden.

## Wahlkreise
- Kanton Adour-Gersoise
- Kanton Astarac-Gimone (mit 31 von 40 Gemeinden)
- Kanton Auch-1 (mit 4 von 6 Gemeinden)
- Kanton Auch-3 (mit 7 von 10 Gemeinden)
- Kanton Mirande-Astarac
- Kanton Pardiac-Rivière-Basse

## Gemeinden
Die Gemeinden des Arrondissements Mirande sind:
| 1. Aignan (32001)                  | 2. Arblade-le-Bas (32004)      | 3. Armentieux (32008)              | 4. Armous-et-Cau (32009)         |
| 5. Arrouède (32010)                | 6. Aujan-Mournède (32015)      | 7. Aurensan (32017)                | 8. Aussos (32468)                |
| 9. Aux-Aussat (32020)              | 10. Avéron-Bergelle (32022)    | 11. Barcelonne-du-Gers (32027)     | 12. Barcugnan (32028)            |
| 13. Barran (32029)                 | 14. Bars (32030)               | 15. Bassoues (32032)               | 16. Bazugues (32034)             |
| 17. Beaumarchés (32036)            | 18. Beccas (32039)             | 19. Bellegarde (32041)             | 20. Belloc-Saint-Clamens (32042) |
| 21. Berdoues (32045)               | 22. Bernède (32046)            | 23. Betplan (32050)                | 24. Bézues-Bajon (32053)         |
| 25. Blousson-Sérian (32058)        | 26. Boucagnères (32060)        | 27. Bouzon-Gellenave (32063)       | 28. Cahuzac-sur-Adour (32070)    |
| 29. Cap d’Astarac (32365)          | 30. Castelnau-d’Anglès (32077) | 31. Castelnavet (32081)            | 32. Castex (32086)               |
| 33. Caumont (32093)                | 34. Cazaux-Villecomtal (32099) | 35. Chélan (32103)                 | 36. Clermont-Pouyguillès (32104) |
| 37. Corneillan (32108)             | 38. Couloumé-Mondebat (32109)  | 39. Courties (32111)               | 40. Cuélas (32114)               |
| 41. Duffort (32116)                | 42. Durban (32118)             | 43. Esclassan-Labastide (32122)    | 44. Estampes (32126)             |
| 45. Estipouy (32128)               | 46. Faget-Abbatial (32130)     | 47. Fustérouau (32135)             | 48. Galiax (32136)               |
| 49. Gée-Rivière (32145)            | 50. Goux (32151)               | 51. Haget (32152)                  | 52. Haulies (32153)              |
| 53. Idrac-Respaillès (32156)       | 54. Izotges (32161)            | 55. Jû-Belloc (32163)              | 56. Juillac (32164)              |
| 57. L’Isle-de-Noé (32159)          | 58. Laas (32167)               | 59. Labarthe (32169)               | 60. Labarthète (32170)           |
| 61. Labéjan (32172)                | 62. Ladevèze-Rivière (32174)   | 63. Ladevèze-Ville (32175)         | 64. Lagarde-Hachan (32177)       |
| 65. Laguian-Mazous (32181)         | 66. Lalanne-Arqué (32185)      | 67. Lamaguère (32186)              | 68. Lamazère (32187)             |
| 69. Lannux (32192)                 | 70. Lasserrade (32199)         | 71. Lasséran (32200)               | 72. Lasseube-Propre (32201)      |
| 73. Laveraët (32205)               | 74. Le Brouilh-Monbert (32065) | 75. Lelin-Lapujolle (32209)        | 76. Loubersan (32215)            |
| 77. Lourties-Monbrun (32216)       | 78. Louslitges (32217)         | 79. Loussous-Débat (32218)         | 80. Malabat (32225)              |
| 81. Manas-Bastanous (32226)        | 82. Manent-Montané (32228)     | 83. Marciac (32233)                | 84. Margouët-Meymes (32235)      |
| 85. Marseillan (32238)             | 86. Mascaras (32240)           | 87. Masseube (32242)               | 88. Maulichères (32244)          |
| 89. Maumusson-Laguian (32245)      | 90. Meilhan (32250)            | 91. Miélan (32252)                 | 92. Miramont-d’Astarac (32254)   |
| 93. Mirande (32256)                | 94. Moncassin (32263)          | 95. Monclar-sur-Losse (32265)      | 96. Moncorneil-Grazan (32266)    |
| 97. Monferran-Plavès (32267)       | 98. Monlaur-Bernet (32272)     | 99. Monlezun (32273)               | 100. Monpardiac (32275)          |
| 101. Montaut (32278)               | 102. Mont-d’Astarac (32280)    | 103. Mont-de-Marrast (32281)       | 104. Montégut-Arros (32283)      |
| 105. Montesquiou (32285)           | 106. Monties (32287)           | 107. Mouchès (32293)               | 108. Orbessan (32300)            |
| 109. Ornézan (32302)               | 110. Pallanne (32303)          | 111. Panassac (32304)              | 112. Plaisance (32319)           |
| 113. Ponsampère (32323)            | 114. Ponsan-Soubiran (32324)   | 115. Pouydraguin (32325)           | 116. Pouylebon (32326)           |
| 117. Pouy-Loubrin (32327)          | 118. Préchac-sur-Adour (32330) | 119. Projan (32333)                | 120. Ricourt (32342)             |
| 121. Riscle (32344)                | 122. Sabazan (32354)           | 123. Sadeillan (32355)             | 124. Saint-Arroman (32361)       |
| 125. Saint-Aunix-Lengros (32362)   | 126. Saint-Christaud (32367)   | 127. Sainte-Aurence-Cazaux (32363) | 128. Sainte-Dode (32373)         |
| 129. Saint-Élix-Theux (32375)      | 130. Saint-Germé (32378)       | 131. Saint-Jean-le-Comtal (32381)  | 132. Saint-Justin (32383)        |
| 133. Saint-Martin (32389)          | 134. Saint-Maur (32393)        | 135. Saint-Médard (32394)          | 136. Saint-Michel (32397)        |
| 137. Saint-Mont (32398)            | 138. Saint-Ost (32401)         | 139. Samaran (32409)               | 140. Sansan (32411)              |
| 141. Sarragachies (32414)          | 142. Sarraguzan (32415)        | 143. Sauviac (32419)               | 144. Scieurac-et-Flourès (32422) |
| 145. Ségos (32424)                 | 146. Seissan (32426)           | 147. Sembouès (32427)              | 148. Sère (32430)                |
| 149. Tachoires (32438)             | 150. Tarsac (32439)            | 151. Tasque (32440)                | 152. Termes-d’Armagnac (32443)   |
| 153. Tieste-Uragnoux (32445)       | 154. Tillac (32446)            | 155. Tourdun (32450)               | 156. Traversères (32454)         |
| 157. Troncens (32455)              | 158. Vergoignan (32460)        | 159. Verlus (32461)                | 160. Viella (32463)              |
| 161. Villecomtal-sur-Arros (32464) | 162. Viozan (32466)            |                                    |                                  |

## Neuordnung der Arrondissements 2017

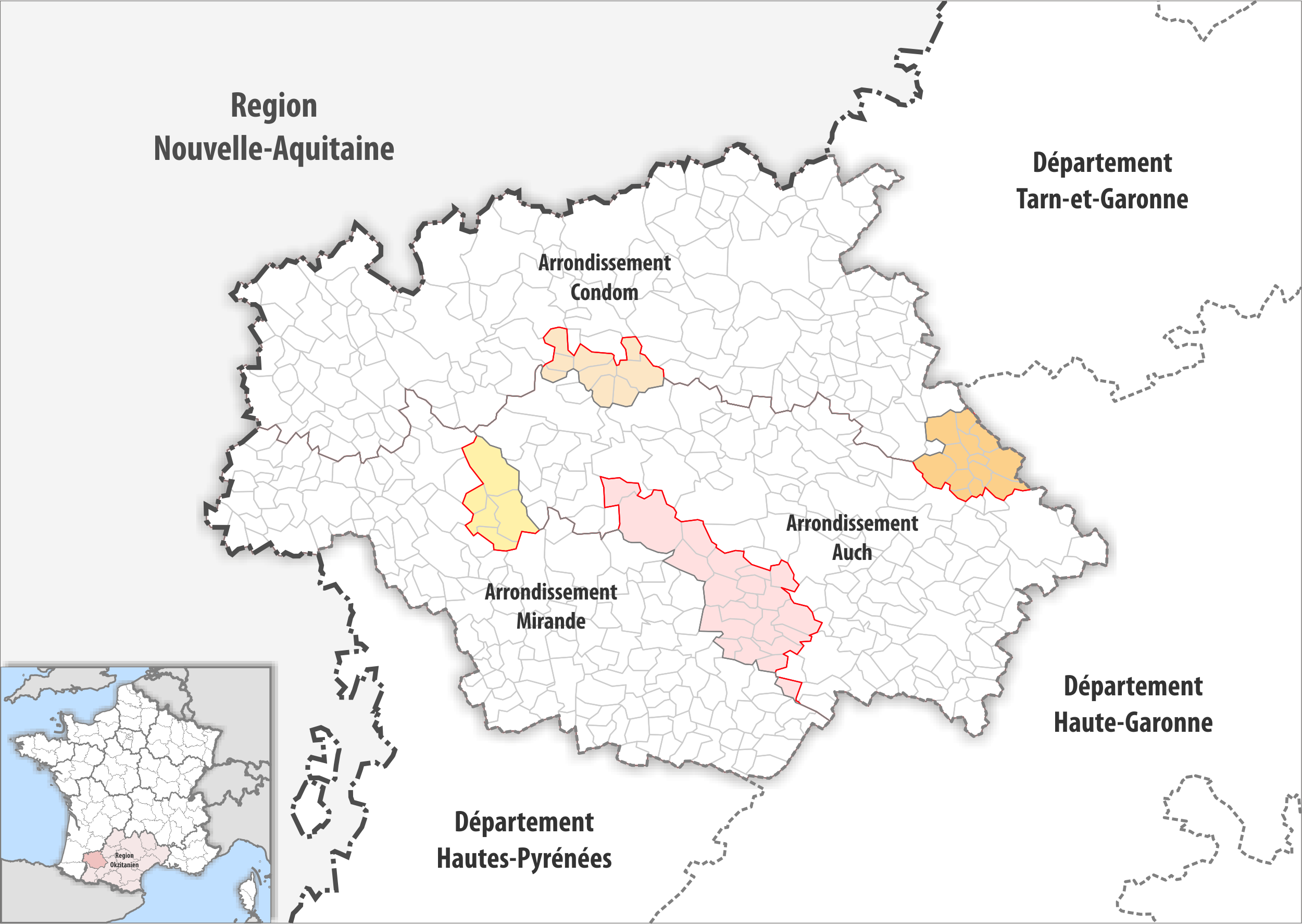
Arrondissementsanpassungen im Jahr 2017

Durch die Neuordnung der Arrondissements im Jahr 2017 wurde aus dem Arrondissement Mirande die Fläche der fünf Gemeinden Gazax-et-Baccarisse, Lupiac, Peyrusse-Grande, Peyrusse-Vieille und Saint-Pierre-d’Aubézies dem Arrondissement Auch zugewiesen.
Dafür wechselte vom Arrondissement Auch die Fläche der 21 Gemeinden Barran, Boucagnères, Durban, Faget-Abbatial, Haulies, Labarthe, Lamaguère, Lasséran, Lasseube-Propre, Le Brouilh-Monbert, Meilhan, Moncorneil-Grazan, Monferran-Plavès, Orbessan, Ornézan, Pouy-Loubrin, Saint-Jean-le-Comtal, Sansan, Seissan, Tachoires und Traversères zum Arrondissement Mirande.

## Ehemalige Gemeinden seit 2016
bis 2024: Cabas-Loumassès, Monbardon, Saint-Blancard, Sarcos
bis 2018: Riscle, Cannet